# Джеррі Акамінко
Джеррі Акамінко (англ. Jerry Akaminko, нар. 2 травня 1988, Аккра) — ганський футболіст, захисник турецького «Ескішехірспора» та національної збірної Гани.

## Клубна кар'єра
У дорослому футболі дебютував 2005 року виступами за команду клубу «Гарт оф Лайонс», в якій провів три сезони.
Своєю грою за цю команду привернув увагу представників тренерського штабу турецького «Ордуспора», до складу якого приєднався 2008 року. Відіграв за команду з Орду наступні три сезони своєї ігрової кар'єри. Більшість часу, проведеного у складі «Ордуспора», був основним гравцем захисту команди.
2011 року уклав контракт з «Манісаспором», у складі якого провів наступний рік своєї кар'єри гравця. Граючи у складі «Манісаспора» також здебільшого виходив на поле в основному складі команди.
До складу клубу «Ескішехірспор» перейшов 2012 року. 

## Виступи за збірну
2012 року дебютував в офіційних матчах у складі національної збірної Гани. Наразі провів у формі головної команди країни 8 матчів, забивши 1 гол.
У складі збірної був учасником Кубка африканських націй 2013 року у ПАР.